# Ꞗ
Ꞗ, ꞗ (B с расцветом) — буква латиницы. Использовалась в средневьетнамском языке и была там третьей буквой алфавита и находилась между буквами B и C. Происходит от буквы B, а сама буква B происходит от греческой бета/вита (Β, β, ϐ). Обозначала звонкий губно-губной фрикативный звук [β], который в современном вьетнамском языке слился с звонким губно-зубным фрикативным звуком [v] во вьетнамском алфавите. (В средневьетнамском языке V обозначала звонкий лабиовелярный аппроксимант [w]).